# Clupeocephala
Die Clupeocephala sind eine Überkohorte der Teleostei (Knochenfische i. e. S.). Sie umfassen mit Ausnahme der Knochenzünglerähnlichen (Osteoglossomorpha) und der Elopomorpha (Aalartige u. a.) alle weiteren (höher entwickelten) Taxa der Echten Knochenfische.

## Merkmale
Sie sind nach Arratia (1997) durch sieben Skelett-Synapomorphien definiert:
1. Der Retroarticularknochen (Schädelknochen) hat keinen Kontakt zur Gelenkfläche des Quadratbeins.
2. Im Unterkiefer sind Gelenkbein (Articulare) und Angularknochen verschmolzen.
3. Keine mittleren Schlundzahnplatten auf erster bis dritter Basibranchiale (mittlere Knochen an der Basis des Kiemenbogens unter den Hypobranchialen) oder auf dem Hypobranchialknorpel.
4. Keine mit den Kiemenbögen 1–3 assoziierten Schlundzähne.
5. Der Neuralbogen des ersten Hypuralia tragenden Wirbels (nach der Aufzweigung der Schwanzflossenarterie) ist reduziert oder fehlt.
6. Die zwei am weitesten vorn liegenden Uroneuralia sind lang und von anderen Knochen getrennt.
7. Sechs Hypuralia oder weniger.

## Systematik
Das folgende Kladogramm zeigt die systematische Stellung der Clupeocephala:
|                         | Crossognathiformes † |
|                         | |
|                         | Tselfatiiformes † |
|                         | |
|                         | \| \| Ostarioclupeomorpha (Heringsartige, Alepocephaliformes, Sandfischartige, Karpfenartige, Neuwelt-Messerfische, Salmlerartige, Welsartige) \| \| \| \| \| \| Euteleosteomorpha (alle weiteren Ordnungen der Echten Knochenfische) \| \| \| \| |
| Vorlage:Klade/Wartung/3 | |
|                         | Ostarioclupeomorpha (Heringsartige, Alepocephaliformes, Sandfischartige, Karpfenartige, Neuwelt-Messerfische, Salmlerartige, Welsartige) |
|                         | |
|                         | Euteleosteomorpha (alle weiteren Ordnungen der Echten Knochenfische) |
|                         | |

|  | Ostarioclupeomorpha (Heringsartige, Alepocephaliformes, Sandfischartige, Karpfenartige, Neuwelt-Messerfische, Salmlerartige, Welsartige) |
|  | |
|  | Euteleosteomorpha (alle weiteren Ordnungen der Echten Knochenfische)                                                                     |
|  | |

|                         | Crossognathiformes † |
|                         | |
|                         | Tselfatiiformes † |
|                         | |
|                         | \| \| Ostarioclupeomorpha (Heringsartige, Alepocephaliformes, Sandfischartige, Karpfenartige, Neuwelt-Messerfische, Salmlerartige, Welsartige) \| \| \| \| \| \| Euteleosteomorpha (alle weiteren Ordnungen der Echten Knochenfische) \| \| \| \| |
| Vorlage:Klade/Wartung/3 | |
|                         | Ostarioclupeomorpha (Heringsartige, Alepocephaliformes, Sandfischartige, Karpfenartige, Neuwelt-Messerfische, Salmlerartige, Welsartige) |
|                         | |
|                         | Euteleosteomorpha (alle weiteren Ordnungen der Echten Knochenfische) |
|                         | |

|  | Ostarioclupeomorpha (Heringsartige, Alepocephaliformes, Sandfischartige, Karpfenartige, Neuwelt-Messerfische, Salmlerartige, Welsartige) |
|  | |
|  | Euteleosteomorpha (alle weiteren Ordnungen der Echten Knochenfische)                                                                     |
|  | |

|                         | Crossognathiformes † |
|                         | |
|                         | Tselfatiiformes † |
|                         | |
|                         | \| \| Ostarioclupeomorpha (Heringsartige, Alepocephaliformes, Sandfischartige, Karpfenartige, Neuwelt-Messerfische, Salmlerartige, Welsartige) \| \| \| \| \| \| Euteleosteomorpha (alle weiteren Ordnungen der Echten Knochenfische) \| \| \| \| |
| Vorlage:Klade/Wartung/3 | |
|                         | Ostarioclupeomorpha (Heringsartige, Alepocephaliformes, Sandfischartige, Karpfenartige, Neuwelt-Messerfische, Salmlerartige, Welsartige) |
|                         | |
|                         | Euteleosteomorpha (alle weiteren Ordnungen der Echten Knochenfische) |
|                         | |

|  | Ostarioclupeomorpha (Heringsartige, Alepocephaliformes, Sandfischartige, Karpfenartige, Neuwelt-Messerfische, Salmlerartige, Welsartige) |
|  | |
|  | Euteleosteomorpha (alle weiteren Ordnungen der Echten Knochenfische)                                                                     |
|  | |

|                         | Crossognathiformes † |
|                         | |
|                         | Tselfatiiformes † |
|                         | |
|                         | \| \| Ostarioclupeomorpha (Heringsartige, Alepocephaliformes, Sandfischartige, Karpfenartige, Neuwelt-Messerfische, Salmlerartige, Welsartige) \| \| \| \| \| \| Euteleosteomorpha (alle weiteren Ordnungen der Echten Knochenfische) \| \| \| \| |
| Vorlage:Klade/Wartung/3 | |
|                         | Ostarioclupeomorpha (Heringsartige, Alepocephaliformes, Sandfischartige, Karpfenartige, Neuwelt-Messerfische, Salmlerartige, Welsartige) |
|                         | |
|                         | Euteleosteomorpha (alle weiteren Ordnungen der Echten Knochenfische) |
|                         | |

|  | Ostarioclupeomorpha (Heringsartige, Alepocephaliformes, Sandfischartige, Karpfenartige, Neuwelt-Messerfische, Salmlerartige, Welsartige) |
|  | |
|  | Euteleosteomorpha (alle weiteren Ordnungen der Echten Knochenfische)                                                                     |
|  | |